# Рут Харис
Рут Харис (на английски: Ruth Harris) е американска писателка на бестселъри в жанра трилър, любовен роман, чиклит и хорор. Писала е и под общия псевдоним Джослин Рейнс (на английски: Jocelyn Raines) с писателката Джейн Хелър.

## Биография и творчество
Рут Харис е родена през 1936 г. в Манхатън, Ню Йорк, САЩ. Като дете мечтае да е танцьорка на лед, а като тийнейджър да е адвокат, което желание бързо ѝ минава след летните практики в една адвокатска кантора. Учи в колежа на Оксфордския университет. След колежа работи в издателската дейност като копирайтър, помощник редактор, редактор, главен редактор и издател на „Kensington“.
Постепенно започва да пише и първият ѝ любовен роман „Decades“ от поредицата „20 век“ е публикуван през 1974 г.
От 2010 г. започва да пише трилъри заедно със съпруга си.
Произведенията на писателката често са в списъците на бестселърите. Те са преведени на 19 езика и са издадени в над 30 държави по света.
Рут Харис живее със съпруга си в Ню Йорк.

## Произведения

### Самостоятелни романи
- A Self-Made Woman (1983)
Върховна жена, изд.: ИК „Компас“, Варна (1996), прев. Георги Димитров
Женско щастие, изд.: ИК „Компас“, Варна (2008), прев. Георги Димитров
- The Rich and the Beautiful (1984)
- The Chanel Caper (2013)

### Серия „20 век / Рарк Авеню“ (20th Century / Park Avenue)
1. Decades (1974)
2. Husbands and lovers (1986)
3. Love And Money (1988)
4. Modern Women (1989)
Желания, изд.: ИК „Компас“, Варна (1995), прев. Златозар Керчев
5. The Last Romantics (1980)

### Серия „Трилър“ (A Thriller)
1. Hooked, (2011) – с Майкъл Харис
2. Brainwashed (2013) – с Майкъл Харис

### Серия „Кихали“ (Kihali)
1. ZURI Africa. An orphan. A love story. (2012)
2. A Kiss at Kihali (2014)

### Като Джослин Рейнс
- Romance, inc. (1996) – с Джейн Хелър